# هوکنگ، فوجیان
هوکنگ، فوجیان (به لاتین: Hukeng) یک شهرک در جمهوری خلق چین است که در یانگدینگ واقع شده‌است. هوکنگ ۹۵ کیلومتر مربع مساحت و ۲۴٬۰۰۰ نفر جمعیت دارد.